# Digitale nomade
Digitale nomaden zijn personen die het internet gebruiken om hun werk locatieonafhankelijk uit te voeren. Ze leven een "nomadisch" bestaan door veel te reizen en op die manier gebruik te maken van hun flexibele manier van werken en geld verdienen. Doordat een degelijke internetverbinding slechts een van de weinige noodzakelijkheden is voor hun beroep, kunnen ze vrijwel vanaf elke plek werken. Dit kan vanuit eigen huis zijn, maar ook vanuit bijvoorbeeld internetcafés, bibliotheken, coworkingplekken of hotelkamers.

## Ontstaan van het begrip
Het begrip "digitale nomade" is ontstaan aan het begin van de 21e eeuw toen het internet steeds belangrijker werd in het leven van de mens. Het boek The 4-Hour Workweek van Timothy Ferriss heeft een belangrijke rol gespeeld door het begrip lifestyledesign een nieuw leven in te blazen. De sterk groeiende groep digitale nomaden wordt ook beïnvloed door de opkomst van flexibel werken. Deze vorm van werken, waar het populaire thuiswerken ook onder valt, is sterk in opkomst. Digitale nomaden zetten diensten als Skype, Trello en Dropbox in om samen te werken met collega's over het internet. Digitale nomaden kiezen er over het algemeen niet voor om vanuit huis te werken, maar om de wereld rond te reizen en in het buitenland te werken. Vooral landen in Zuidoost-Azië en Zuid-Amerika zijn populaire bestemmingen vanwege het klimaat, de levensstijl en lagere kosten van levensonderhoud.